# (12393) 1994 YC1
(12393) 1994 YC1 est un astéroïde de la ceinture principale d'astéroïdes découvert en 1994.

## Description
(12393) 1994 YC1 a été découvert le 28 décembre 1994 à l'observatoire astronomique d'Ōizumi, situé à Ōizumi, dans la préfecture de Gunma, au Japon, par Takao Kobayashi.

### Caractéristiques orbitales
L'orbite de cet astéroïde est caractérisée par un demi-grand axe de 3,9 UA, un périhélie de 2,73 UA, une excentricité de 0,11 et une inclinaison de 0,41° par rapport à l'écliptique. Du fait de ces caractéristiques, à savoir un demi-grand axe compris entre 2 et 3,2 UA et un périhélie supérieur à 1,666 UA, il est classé, selon la JPL Small-Body Database, comme objet de la ceinture principale d'astéroïdes.

### Caractéristiques physiques
(12393) 1994 YC1 a une magnitude absolue (H) de 13,5 et un albédo estimé à 0,096.